# Silnik wodny
Silnik wodny – rodzaj hydraulicznego silnika przetwarzającego energię wody płynącej na pracę mechaniczną. Silniki wodne dzielą się na: koła wodne, turbiny wodne, silniki wodne wyporowe.